# Mỏ than Turów
Mỏ than Turów (tiếng Ba Lan: Kopalnia Węgla Brunatnego Turów S.A.) hoặc KWB Turów, là một mỏ khai thác lớn ở phía tây nam Ba Lan, nằm bên ngoài Bogatynia, Lower Silesia.
Nằm cách 55 km về phía tây của Jelenia Góra, cách 80 km về phía đông của Dresden, Đức và 20 km về phía tây bắc Liberec, Cộng hòa Séc, mỏ Turów tạo thành một phần của một khu vực được gọi là " Tam giác đen " do ô nhiễm công nghiệp nặng trong quá khứ, bao gồm các phần của miền đông nước Đức, tây nam Ba Lan và bắc Cộng hòa Séc. Mỏ Turów, được vận hành bởi Polska Grupa Energetyczna, đại diện cho một trong những trữ lượng than non lớn nhất ở Ba Lan, với trữ lượng ước tính là 760 triệu tấn than. Sản lượng than hàng năm của Turów là khoảng 27,7 triệu tấn.
Than non được tìm thấy ở Turasów vào năm 1740. Từ năm 1836 đến 1869, gần 70 trục đã được khai quật. Chủ sở hữu của các mỏ này đã tổ chức công ty cổ phần Hercules vào năm 1904, và ba năm sau đó bắt đầu khai thác theo dải. Năm 1925, đá nắp đã được đổ về phía bắc mỏ. Sau chiến tranh thế giới thứ hai, vào năm 1947, một tổ chức của Ba Lan đã khai thác mỏ từ chính quyền quân sự Nga và KWB Turów ra đời. Năm 2005, tài nguyên than non của nó là 429,7 x 106 t.

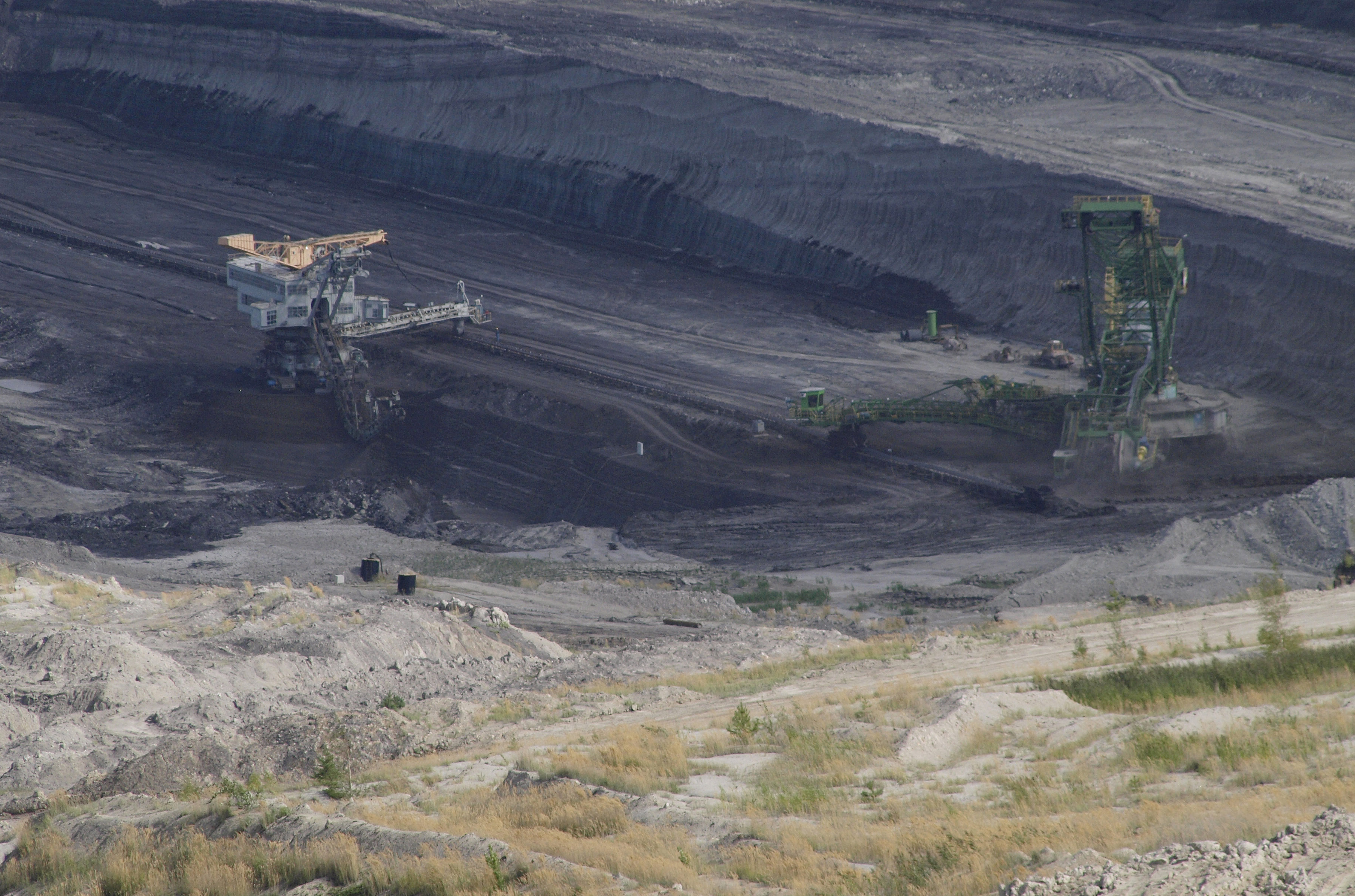
Mỏ than Turow nhìn từ phía tây năm 2012

Toàn cảnh mỏ than Turow